# 里奥镇 (塞维利亚省)
里奥镇是西班牙安达卢西亚自治区塞维利亚省的一个市镇。总面积375平方公里，总人口10499人（2001年），人口密度28人/平方公里。